# 北キプロスの国章
北キプロスの国章（きたキプロスのこくしょう）は、キプロスから事実上独立状態にある北キプロス・トルコ共和国の国家のシンボルである。この国章はキプロスの国章に非常に似ているが、キプロスの国章の盾部分（エスカッシャン）にある白い鳩の下から独立の年号「1960」が取り外された代わりに、国章の頂上にトルコを象徴する「三日月と星」が追加され、その下に北キプロスが独立を宣言した年である「1983」の数字が添えられている。2007年には鳩の仕草に若干に変更が加えられた。

1983年から2007年まで使われた国章
北キプロスの小紋章（2007年以降）
（参考）キプロスの国章